# استفان هشتم
پاپ استفان هشتم (به انگلیسی: Stephen VIII) یکی از پاپ‌های کلیسای کاتولیک رم بود که از ۹۳۹ تا ۹۴۲ میلادی پاپ بود.